# Beat Beleza
 (avril 2017).
Si vous disposez d'ouvrages ou d'articles de référence ou si vous connaissez des sites web de qualité traitant du thème abordé ici, merci de compléter l'article en donnant les références utiles à sa vérifiabilité et en les liant à la section « Notes et références ».
Albums de Ivete Sangalo
Ivete Sangalo
(1999) Festa
(2001)
Singles
1. Pererê
Sortie : 7 décembre 2000
2. A Lua Q Eu T Dei
Sortie : 20 mars 2001
3. Bug, Bug, Bye, Bye
Sortie : 3 août 2001
4. Empurra-Empurra
Sortie : 28 septembre 2001

Beat Beleza est le deuxième album solo de la chanteuse pop MPB brésilienne Ivete Sangalo, sorti en 2000. Il fait suite à l'album Ivete Sangalo.

## Liste des titres
| 1.    | Me Deixa em Paz (Can You Read My Mind) | Dudu Falcão, Ivete Sangalo                | 4:19 |
| 2.    | Tanta Saudade                          | Djavan, Chico Buarque                     | 3:53 |
| 3.    | Pererê                                 | Algusto Conceição, Chiclete               | 3:18 |
| 4.    | Rosa Roseira                           | Alain Tavares, Gilson Babilonia           | 3:20 |
| 5.    | Bug, Bug, Bye, Bye                     | Augusto Conceição, Chiclete, Rayala       | 4:05 |
| 6.    | A Lua Q Eu T Dei                       | Herbert Vianna                            | 3:32 |
| 7.    | Balanço Black (Featuring Gilberto Gil) | Chiclete, Cassiano, André Franzine        | 3:57 |
| 8.    | Postal                                 | Cassiano                                  | 4:42 |
| 9.    | Beat Beleza                            | Boghan Costa, Rubem Tavares               | 3:59 |
| 10.   | Vira, Vira                             | Pierre Onasis, Paulo Jorge, Roberto Ramos | 3:42 |
| 11.   | Quer que Eu Vá                         | Leo Bitt Bitt, João Paulo, Juliana Montal | 3:48 |
| 12.   | Meu Abraço                             | Ivete Sangalo, Marquinhos Carvalho        | 3:54 |
| 13.   | Romance Muito Louco                    | Jamoliva, Silvio Almeida, Joccylee        | 3:49 |
| 14.   | Empurra-Empurra                        | Babilônia, Tavares                        | 2:59 |
| 53:33 |                                        |                                           |      |